# CrMo
CrMo je druh oceli, která se řadí do ocelí legovaných, korozivzdorných.
Číselné značení chrom-molybdenových ocelí dle SAE začíná dvojčíslím 41, následují další 2 číslice udávající další vlastnosti.

## Legující prvky
- Chrom - Cr přidává klasické oceli tvrdost, snižuje pružnost oceli, přidává na pevnosti (i za nízkých teplot) a chemické stálosti zpravidla platí že se chemická odolnost zvyšuje s obsahem chromu. Obsah chromu se pohybuje kolem 12-13 % u korozivzdorných ocelí.

- Molybden - Mo má na strukturu oceli stejné vlastnosti jako chrom, ale zvyšuje odolnost oceli proti chloridům a kyselinám, zvyšuje prokalitelnost a mez tečení. Obsah molybdenu se pohybuje kolem 0,2-0,3 %.

- Poměry prvků se mohou dle aplikace oceli lišit.
- Je možné přidávání dalších prvků jako je například uhlík, mangan, fosfor, síra a křemík.

## Použití
speciální mechanicky, chemicky a tepelně namáhané konstrukce.
- rámy kol
- strojní ocel

## Vlastnosti
klady
- vyšší pevnost s nižší hmotností
- vysoká odolnost
- vyšší tvrdost a mechanická odolnost
- možnost dělat tenčí stěny průřezů při zachování pevnosti
- nižší pružnost

zápory
- vyšší cena
- nižší pružnost
- vyšší hmotnost